# باشگاه فوتبال ایستوود
باشگاه فوتبال ایستوود (به انگلیسی: Eastwood Town Football Club) یک باشگاه فوتبال در شهر ایست‌وود، ناتینگهام‌شایر، کشور انگلستان است که در سال ۱۹۵۳ میلادی تأسیس شده‌است.